# Karai Szenrjú
Karai Szenrjú (柄井川柳; Hepburn: Karai Senryū; Edo, 1718. szeptember 23. – 1790. október 30.) japán antológiaszerkesztő és költő, a tréfás alkalmi vers, a szenrjú műfajának megteremtője.
Karai Hacsiemon néven született Edóban. Negyvenes éveiben vált a maeku-zuke haikai, a kétsoros bevezető verssel ellátott tréfás haikuk mesterévé, olyannyira, hogy az általa kiadott gyűjtemények darabjait szenrjú-nak nevezték el. 1757-től haláláig évente publikált ilyen jellegű antológiákat, amelyek Szenrjúhó mankuavasze címen ismeretesek. Összesen 80 000 verset tartalmaznak abból a közel 2,5 millióból, amelyeket olvasott és elbírált. (A szerzők nevét rendszerint nem tüntette fel.) Tanítványa, Gorjóken Arubesi (megh. 1788) ezek közül válogatott ki 756-ot, amelyek a bevezető kétsorosok nélkül is érthetők, és Haifú janagidaru címmel 1765-ben közzétette őket. Tulajdonképpen ő és ezzel alapozta meg a 17 szótagú önálló műfajt, a modern szenrjút. A Szenrjúhó mankuavasze és a Haifú janagidaru újabb kötetei különböző szerkesztők közreműködésével minden évben megjelentek egészen 1797-ig, illetve 1838-ig. A szenrjú az egyetlen olyan japán irodalmi műfaj, amelyet egy alkotóról neveztek el.
A szenrjú abban különbözik a haikutól, hogy többnyire nem a természetről, hanem hétköznapi helyzetekről, eseményekről szól, gyakran cinikusan, sötét humorral. Nincs benne sem évszakjelző- (kigo), sem vágószó (kiredzsi). Viszont a haikuhoz hasonlóan nagy népszerűségnek örvend Nyugaton is, szenrjúdíjakat adnak ki, szenrjúversenyeket rendeznek.